# Olle Lanner
Olof Gustaf Reinhold "Olle" Lanner (Stora Tuna, Borlänge, Dalarna, 30 de desembre de 1884 – Estocolm, 26 de juliol de 1926) va ser un gimnasta suec que va competir a primers del segle xx.
El 1908 va prendre part en els Jocs Olímpics de Londres, on guanyà la medalla d'or en la prova del concurs complet per equips, com a membre de l'equip suec.